# Зуннар
Зунна́р — (греч. ζωναριον [зоннарион], от араб. زنار‎) — пояс определённого цвета, который были обязаны носить зимми  — христиане и иудеи в Леванте, подданные Османской империи; зуннарами назывались также волосяные пояса, которые носили христианские духовные лица для умерщвления плоти.
По средневековым мусульманским канонам ношение зуннара свидетельствовало о принадлежности к христианской вере.
Зуннар — символ отречения от ислама .
Увы! Мое незнанье таково,

Что я — беспомощный — страшусь всего,

Пойду зуннар надену, — так мне стыдно

Грехов и мусульманства моего!— Омар Хайям, «Рубаи» (перевод Владимира Державина)

## Святыни
В городе Хомс (Сирия) есть церковь Умм Зуннар — Храм Пояса Богородицы.